# Cathedral Peak (Kalifornien)
Der Cathedral Peak ist ein 3326 Meter hoher Berg im Yosemite-Nationalpark im US-Bundesstaat Kalifornien. Er ist die höchste Erhebung in der Cathedral Range, einer Bergkette innerhalb der Sierra Nevada, und liegt im Südteil des Nationalparks. Seinen Namen erhielt er aufgrund seines kathedralenhaften Äußeren, das auf die Einwirkung von pleistozänen Gletschern zurückzuführen ist. Der Gipfel selbst wurde damals von den Eismassen nicht erreicht, sondern blieb als Nunatak stehen.

## Etymologie
Der Cathedral Peak wurde 1862 von Hanks, Hutchins und Corcoran als Cathedral Spires bezeichnet. Der California Geological Survey änderte dies unter der Leitung von Josiah Whitney im Jahr 1863 in die bestehende Bezeichnung ab.

## Geographie

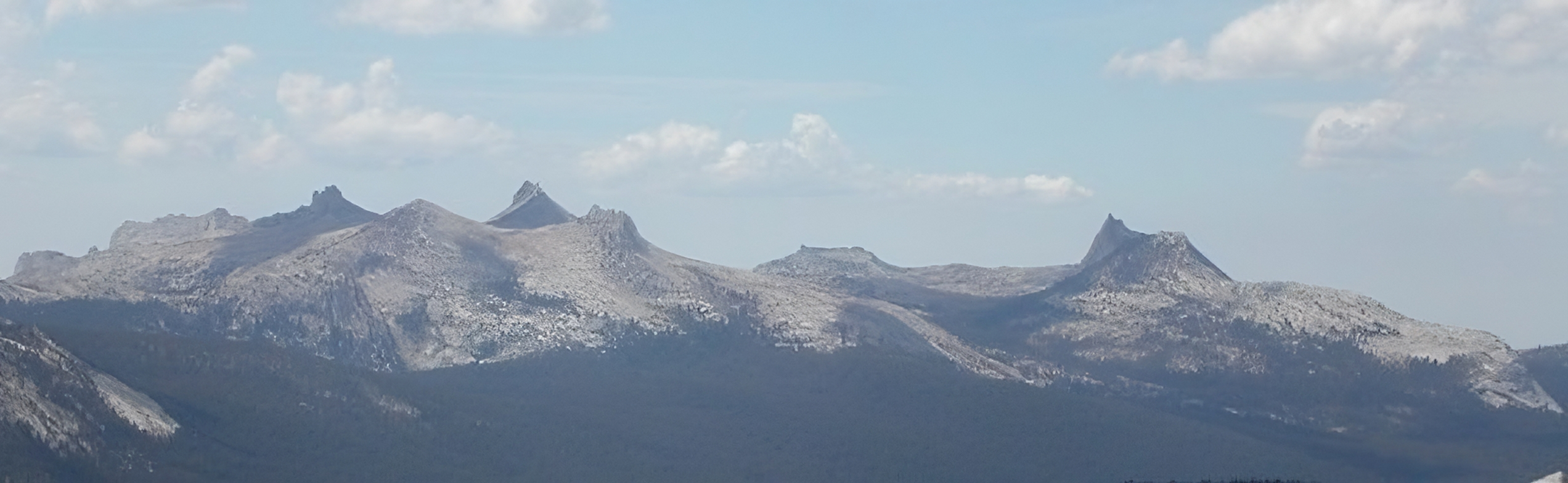
Cathedral Range mit Cathedral Peak rechts

Der Hauptgipfel ist 3326 Meter hoch und liegt auf der Grenze zwischen dem Mariposa County und dem Tuolumne County. Der Gipfelaufbau ist Teil eines breiten, in  Nordost-Südwest-Richtung verlaufenden Rückens, den er um rund 280 Meter überragt. Der Gipfel wurde 1869 von John Muir zum ersten Mal bestiegen und ist nur durch eine längere Kletterei (Schwierigkeitsgrad III) zu erreichen. Der Gipfelblock besitzt Schwierigkeitsgrad IV.
Die Felsnadel des vorgelagerten Westgipfels (Eichorn Peak) wurde inoffiziell nach Jules Eichorn benannt, der 1931 die Erstbegehung durchführte (Schwierigkeitsgrad IV+). Größere Nachbargipfel sind  der Mount Hoffmann im Westen, der Tuolumne Peak im Nordwesten, der Johnson Peak im Osten und die höheren Echo Peaks im Südosten.  Etwa 1500 Meter weiter westlich liegen die Cathedral Lakes und einen Kilometer südöstlich der Budd Lake. Ein Wanderweg führt von den Tuolumne Meadows herauf zu den klaren Bergseen. Der Upper Cathedral Lake in der Nähe des Cathedral Pass ist Ausgangspunkt für die verschiedenen Kletterrouten und Anstiegswege.

## Geologie
Der Cathedral Peak besteht aus dem nach ihm benannten Cathedral-Peak-Granodiorit, der seinerseits zur Tuolumne Intrusive Suite gehört. Der Granodiorit wurde auf 83 Millionen Jahre datiert und stammt daher aus der Oberkreide (Campanium). Das Gestein besitzt sehr große Phänokristalle von Mikroklin. Bemerkenswert sind die steilstehenden, in etwa Nordnordost-Südsüdwest-streichenden, parallelen Kluftscharen, die den gesamten Bergrücken in Längsrichtung durchziehen und folglich seine morphologische Form vorzeichnen. Die Kluftscharen fallen unter zwei verschiedenen Einfallswinkeln (80° und 65°) nach Südosten ein. Die etwas flachere Schar bildet dabei den unter Kletterern so beliebten Südostpfeiler des Hauptgipfels.